# Stylidium
Stylidium is een geslacht uit de familie Stylidiaceae. Het geslacht telt ongeveer driehonderd soorten, waarvan de meeste voorkomen in Australië. Vier soorten komen buiten Australië voor, waaronder Stylidium tenellum (Myanmar, Maleisië en Vietnam), Stylidium kunthii (Bengalen en Myanmar), Stylidium uliginosum (Sri Lanka en Zuid-China) en Stylidium alsinoides (Filipijnen).

## Soorten
- Stylidium accedens
- Stylidium aceratum
- Stylidium aciculare
- Stylidium acuminatum
- Stylidium adenophorum
- Stylidium adnatum
- Stylidium adpressum
- Stylidium aeonioides
- Stylidium affine
- Stylidium albolilacinum
- Stylidium albomontis
- Stylidium alsinoides
- Stylidium amabile
- Stylidium amoenum
- Stylidium angustifolium
- Stylidium applanatum
- Stylidium aquaticum
- Stylidium arenicola
- Stylidium armeria
- Stylidium articulatum
- Stylidium assimile
- Stylidium asymmetricum
- Stylidium austrocapense
- Stylidium barleei
- Stylidium bauthas
- Stylidium beaugleholei
- Stylidium begoniifolium
- Stylidium bellidifolium
- Stylidium bellum
- Stylidium bicolor
- Stylidium breviscapum
- Stylidium brunonianum
- Stylidium bulbiferum
- Stylidium burbidgeanum
- Stylidium buxifolium
- Stylidium caespitosum
- Stylidium calcaratum
- Stylidium candelabrum
- Stylidium capillare
- Stylidium caricifolium
- Stylidium carlquistii
- Stylidium carnosum
- Stylidium caulescens
- Stylidium centrolepoides
- Stylidium ceratophorum
- Stylidium chiddarcoopingense
- Stylidium chinense
- Stylidium choreanthum
- Stylidium cicatricosum
- Stylidium ciliatum
- Stylidium cilium
- Stylidium clarksonii
- Stylidium clavatum
- Stylidium claytonioides
- Stylidium coatesianum
- Stylidium compressum
- Stylidium confertum
- Stylidium confluens
- Stylidium cordifolium
- Stylidium coroniforme
- Stylidium corymbosum
- Stylidium costulatum
- Stylidium crassifolium
- Stylidium crossocephalum
- Stylidium cuneiformis
- Stylidium cygnorum
- Stylidium cymiferum
- Stylidium daphne
- Stylidium darwinii
- Stylidium debile
- Stylidium delicatum
- Stylidium desertorum
- Stylidium despectum
- Stylidium diademum
- Stylidium diceratum
- Stylidium dichotomum
- Stylidium dicksonii
- Stylidium dielsianum
- Stylidium diffusum
- Stylidium dilatatum
- Stylidium diplectroglossum
- Stylidium dispermum
- Stylidium diuroides
- Stylidium divaricatum
- Stylidium divergens
- Stylidium diversifolium
- Stylidium drummondianum
- Stylidium dunlopianum
- Stylidium ecorne
- Stylidium edentatum
- Stylidium eglandulosum
- Stylidium elongatum
- Stylidium emarginatum
- Stylidium ensatum
- Stylidium ericksoniae
- Stylidium eripodum
- Stylidium eriorhizum
- Stylidium evolutum
- Stylidium exiguum
- Stylidium expeditionis
- Stylidium falcatum
- Stylidium ferricola
- Stylidium fimbriatum
- Stylidium fissilobum
- Stylidium flagellum
- Stylidium floodii
- Stylidium floribundum
- Stylidium flumense
- Stylidium fluminense
- Stylidium foveolatum
- Stylidium fruticosum
- Stylidium galioides
- Stylidium glabrifolium
- Stylidium glandulosum
- Stylidium glandulosissimum
- Stylidium glaucum
- Stylidium graminifolium
- Stylidium guttatum
- Stylidium gypsophiloides
- Stylidium hebegynum
- Stylidium hirsutum
- Stylidium hispidum
- Stylidium hortiorum
- Stylidium hugelii
- Stylidium humphreysii
- Stylidium imbricatum
- Stylidium inaequipetalum
- Stylidium inconspicuum
- Stylidium induratum
- Stylidium insensitivum
- Stylidium inundatum
- Stylidium inversiflorum
- Stylidium involucratum
- Stylidium ireneae
- Stylidium javanicum
- Stylidium junceum
- Stylidium kalbarriense
- Stylidium keigheryi
- Stylidium korijekup
- Stylidium kunthii
- Stylidium lachnopodum
- Stylidium laciniatum
- Stylidium laricifolium
- Stylidium lateriticola
- Stylidium lehmannianum
- Stylidium leiophyllum
- Stylidium lepidum
- Stylidium leptobotrydium
- Stylidium leptobotrys
- Stylidium leptocalyx
- Stylidium leptophyllum
- Stylidium leptorrhizum
- Stylidium leptostachyum
- Stylidium lessonii
- Stylidium leeuwinense
- Stylidium limbatum
- Stylidium lindleyanum
- Stylidium lineare
- Stylidium lineatum
- Stylidium lobuliflorum
- Stylidium longibracteatum
- Stylidium longicornu
- Stylidium longifolium
- Stylidium longissimum
- Stylidium longitubum
- Stylidium lowrieanum
- Stylidium luteum
- Stylidium macranthum
- Stylidium maitlandianum
- Stylidium majus
- Stylidium marginatum
- Stylidium maritimum
- Stylidium marradongense
- Stylidium megacarpum
- Stylidium melastachys
- Stylidium merrallii
- Stylidium mimeticum
- Stylidium miniatum
- Stylidium minus
- Stylidium mitchellii
- Stylidium mitrasacmoides
- Stylidium montanum
- Stylidium mucronatum
- Stylidium multiscapum
- Stylidium muscicola
- Stylidium neglectum
- Stylidium nominatum
- Stylidium nonscandens
- Stylidium notabile
- Stylidium nudum
- Stylidium nunagarensis
- Stylidium nymphaeum
- Stylidium obtusatum
- Stylidium ornatum
- Stylidium osculum
- Stylidium oviflorum
- Stylidium pachyrrhizum
- Stylidium paniculatum
- Stylidium paulineae
- Stylidium pedunculatum
- Stylidium pendulum
- Stylidium periscelianthum
- Stylidium perizostera
- Stylidium perminutum
- Stylidium perplexum
- Stylidium perpusillum
- Stylidium petiolare
- Stylidium piliferum
- Stylidium pingrupense
- Stylidium planifolium
- Stylidium plantagineum
- Stylidium polystachium
- Stylidium preissii
- Stylidium pritzelianum
- Stylidium productum
- Stylidium proliferum
- Stylidium prophyllum
- Stylidium propinquum
- Stylidium pruinosum
- Stylidium pseudocaespitosum
- Stylidium pseudohirsutum
- Stylidium pseudosacculatum
- Stylidium pseudotenellum
- Stylidium pubigerum
- Stylidium pulchellum
- Stylidium pulviniforme
- Stylidium pycnostachyum
- Stylidium pygmaeum
- Stylidium quadrifurcatum
- Stylidium ramosissimum
- Stylidium ramosum
- Stylidium reductum
- Stylidium reduplicatum
- Stylidium repens
- Stylidium rhipidium
- Stylidium rhynchocarpum
- Stylidium ricae
- Stylidium rigidulum
- Stylidium rivulosum
- Stylidium robustum
- Stylidium roseo-alatum
- Stylidium roseonanum
- Stylidium roseum
- Stylidium rosulatum
- Stylidium rotundifolium
- Stylidium rubriscapum
- Stylidium rupestre
- Stylidium sacculatum
- Stylidium scabridum
- Stylidium scandens
- Stylidium scariosum
- Stylidium schizanthum
- Stylidium schoenoides
- Stylidium sejunctum
- Stylidium semaphorum
- Stylidium semipartitum
- Stylidium septentrionale
- Stylidium serrulatum
- Stylidium setaceum
- Stylidium setigerum
- Stylidium sidjamesii
- Stylidium simulans
- Stylidium sinicum
- Stylidium soboliferum
- Stylidium spathulatum
- Stylidium spinulosum
- Stylidium squamellosum
- Stylidium squamosotuberosum
- Stylidium stenophyllum
- Stylidium stenosepalum
- Stylidium stipitatum
- Stylidium striatum
- Stylidium subulatum
- Stylidium suffruticosum
- Stylidium sulcatum
- Stylidium symonii
- Stylidium tenellum
- Stylidium tenerrimum
- Stylidium tenerum
- Stylidium tenue
- Stylidium tenuicarpum
- Stylidium tenuifolium
- Stylidium tepperianum
- Stylidium tetrandra
- Stylidium thesioides
- Stylidium thyrsiforme
- Stylidium tinkeri
- Stylidium torticarpum
- Stylidium trichopodum
- Stylidium turbinatum
- Stylidium tylosum
- Stylidium udusicola
- Stylidium uliginosum
- Stylidium umbellatum
- Stylidium uniflorum
- Stylidium utriculariodes
- Stylidium validum
- Stylidium velleioides
- Stylidium verticillatum
- Stylidium violaceum
- Stylidium vitiense
- Stylidium warriedarense
- Stylidium weeliwolli
- Stylidium wightianum
- Stylidium wilroyense
- Stylidium xanthopis
- Stylidium yilgarnense
- Stylidium zeicolor